# Caroline Dhenin
Caroline Dhenin (Six-Fours-les-Plages, 13 giugno 1973) è un'ex tennista francese.

## Carriera
In carriera ha raggiunto 2 finali di doppio. Nei tornei del Grande Slam ha ottenuto il suo miglior risultato raggiungendo i quarti di finale di doppio agli US Open nel 1998, in coppia con la connazionale Émilie Loit.

## Statistiche

### Doppio

#### Finali perse (2)
| Numero | Anno            | Torneo                                   | Superficie  | Compagna      | Avversarie in finale             | Punteggio     |
| 1.     | 25 maggio 2002  | Internationaux de Strasbourg, Strasburgo | Terra rossa | Maja Matevžič | Jennifer Hopkins Jelena Kostanić | 6-0, 4-6, 4-6 |
| 2.     | 17 gennaio 2004 | Canberra Women's Classic, Canberra       | Cemento     | Lisa McShea   | Jelena Kostanić Claudine Schaul  | 4-6, 6-7      |